# 터보샤프트

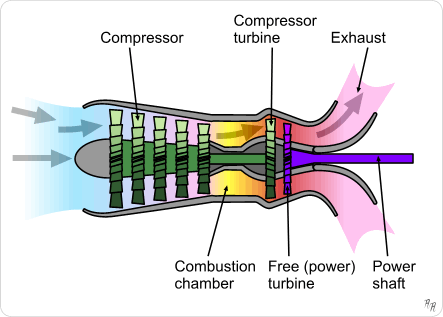
터보샤프트의 동작 원리를 보여주는 그림, 압축기 구동축은 녹색으로 자유터빈축은 보라색으로 표시하였다.

터보샤프트(영어: turboshaft) 엔진은 가스 터빈 엔진의 한 종류로 같은 가스 터빈에 기반한 제트 엔진이 힘을 추력으로 얻는 데 반해 터보샤프트는 이 추력으로 자유 터빈(free turbine)을 구동하여 기관 외로 전달한다.
터보샤프트는 그 구조가 터보프롭과 유사하다. 터보프롭은 엔진 전면에 감속기어에 연결된 프로펠러를 구동하기 위해 샤프트를 통해 터빈과 직접 연결하지만 터보샤프트는 또 다른 터빈을 구동하여 힘을 전달한다. 주로 헬리콥터에 많이 응용되고 전차, 호버크래프트 등에 사용된다.
처음으로 터보샤프트를 제작한 곳은 조셉 시드로우스키(Joseph Szydlowski)가 설립하고 운영한 프랑스 회사인 터보메카(Turbomeca)였다. 1948년에 100sph782를 제작하였고 1950년에는 Aérospatiale Alouette II헬기 엔진으로 280sph Alouette를 제작한다.
오늘날 대부분의 엔진은 엔진의 회전 속도와는 별개로 자유회전을 하는 설계를 채택한다. 이러한 설계의 장점은
1. 헬기의 회전익이나 프로펠러가 엔진의 속도와 별개로 다양한 회전 속도를 갖는다.
2. 엔진이 두 부분으로 나뉘어 있어서 엔진의 주기관을 한데 모으고 동력 전달 계통을 한데로 모아 정비가 용이하다.

안그래도 이러한 시스템은 엔진이 약간 커지는 단점이 있는데다 서방 엔진은 원심 터빈이 하나 들어가기 때문에 엔진 직경이 더욱 커져버린다. 그래도 속도 운용 폭이 넓기 때문에 크게 문제되지 않으며 출력이 크게 강하지 않아도 되어 엔진 크기가 작아지는 중소형 비행기에 적합하다. 여객 항공기나 전투기 엔진을 제외하면 거의 모든 비행기가 이러한 자유회전을 하는 터보프롭이나 터보샤프트이다.

동구권의 회전익용 터보샤프트는 죄다 축류식 압축기와 축류식 자유회전 터빈만을 장착한 축류식으로, 서구권의 회전익용 터보샤프트가 죄다 원심식 압축터빈이 들어간 것과는 반대된다. 덕분에, Mi-8/14/17, Mi-24, Ka-27/32가 공유하는 엔진이 고정익 수송기인 안토노프 An-140에까지 쓰이게 되었다. 서방 역시 최근에 헬기용 원심식 터보샤프트 엔진을 고정익에 채용하기도 했으나, 전통적으로 고정익은 축류식을 쓴다는 점 등을 감안하면 수명및 신뢰성에서 밀리기는 해도 정비편의성 및 설계편의성, 생산성 등 여러 요소에서 동구권이 앞선다.

## 같이 보기
- 가스 터빈
- 제트 엔진
- 터보프롭